# Sanza
Sanza es una comune italiana de la provincia de Salerno, en Campania. Tiene una población estimada, a fines de agosto de 2021, de 2.417 habitantes.

## Evolución demográfica
| Gráfica de evolución demográfica de Sanza entre 1861 y 2021 |
|                                                             |
| Fuente ISTAT - elaboración gráfica de Wikipedia             |